# Fermín Gurbindo
José Fermín Gurbindo Ruiz (Ábalos, 5 de febrero de 1935-Madrid, 4 de marzo de 1985) fue un músico concertista, tratadista, profesor y compositor español.

## Biografía
Nacido con deficiencia visual a causa de una enfermedad genética que más tarde también le causaría muy graves problemas renales comenzó los estudios de música de niño con la profesora Amelia Romero con quien aprobó en un solo años varios cursos de solfeo y piano en Zaragoza al tiempo que cursaba bachillerato. Después continuó su aprendizaje musical en varias disciplinas en Logroño y Bilbao. A los quince años registró sus primeras composiciones —boleros, mazurcas, pasodobles— en la Sociedad de Autores y fundó su propia orquesta y editora. No fue hasta los años 1960 que pudo diplomarse en piano, órgano y composición en el Conservatorio Superior de Música de Madrid. Entre sus maestros se encontraron Francisco Calés Pina, Gerardo Gombau o José María Mancha, organista de la Iglesia de San Isidro de Madrid. Como profesor, lo fue de acordeón —instrumento del que fue autodidacta— y de música en los colegios de la Organización Nacional de Ciegos Españoles (ONCE).
Trabajó con destacados músicos o grupos como Alberto Cortez o la Orquesta Mondragón y se distinguió en la composición para el cine, donde colaboró en la música de películas como El sur o Tasio, o realizó la banda sonora de La Raulito en libertad; compuso igualmente Caravana perdida, primer premio de Composición de acordeón (1954), Sonatina para flauta y piano, primer premio del Conservatorio de Madrid o Diálogos, cuatro piezas para flauta con las que ganó el segundo premio del Concurso Internacional de Música de Cámara de Praga (1981).
Sus problemas renales, que le obligaron a un trasplante, le llevó a fundar ALCER, Asociación para la Lucha Contra las Enfermedades del Riñón. El Orfeón "Fermín Gurbindo" de Madrid está patrocinado en su honor por la ONCE. Falleció en Madrid víctima de un atropello.